# أيزو 3166-2:BM

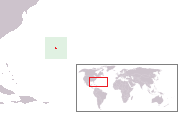

أيزو 31166-2:BM هو الجزء المخصص لبرمودا في أيزو 3166-2، وهو جزء من معيار أيزو 3166 الذي نشرته المنظمة الدولية للتوحيد القياسي (أيزو)، والذي يُعرف رموز لأسماء التقسيمات الرئيسية (مثل الأقاليم، الجهات، المقاطعات أو الولايات) من جميع البلدان في ترميز أيزو 3166-1.
حاليا لم يتم تحديد رموز أيزو 3166-2 لبرمودا، وتم تعيين رمز أيزو 3166-1 حرفي-2 لبرمودها هو  BM.

## وصلات خارجية
- المنظمة الدولية للتوحيد القياسي أيزو 3166-2:BM